# Schnellentlüftungsventil
Schnellentlüftungsventile dienen der Erhöhung der Kolbengeschwindigkeit von Kolben in Pneumatikzylindern.

Symbol Schnellentlüftungsventil
1: Zuluft
2: zum Zylinder
3: Abluft

Bei dem Schnellentlüftungsventil handelt es sich in der Regel um ein Ventil mit Rückschlagfunktion in der Eingangsleitung des Pneumatikzylinders, das mit einer Entlüftungsfunktion zur Entlüftung des Pneumatikzylinders direkt ins Freie kombiniert ist.
Bei einfachwirkenden Zylindern fallen Eingangs- und Ausgangsleitung jeweils zusammen, während diese bei doppeltwirkenden Zylindern getrennt sind. Im ersten Fall ist dementsprechend das Schnellentlüftungsventil in die nur eine vorhandene Druckleitung zum Zylinder hineinzulegen; bei doppeltwirkenden Zylindern legt man dieses in die Eingangsleitung. Lange Rücklaufzeiten, vor allem bei einfachwirkenden Zylindern, werden dadurch verkürzt. Um den Luftwiderstand zu reduzieren, ist es am zweckmäßigsten, das Schnellentlüftungsventil direkt angrenzend oder so nah wie möglich an den Zylinder zu bauen.